# This Is The Youngbloods
| Recensione | Giudizio |
| ---------- | -------- |
| AllMusic   | [ 1 ]    |

This Is The Youngbloods è un doppio album discografico raccolta del gruppo musicale di folk rock statunitense dei The Youngbloods, pubblicato dalla casa discografica RCA Victor Records nell'aprile del 1972.

## Tracce
Lato A
1. Get Together – 4:39 (Chester Powers) – Tratto dall'album: The Youngbloods (1967)
2. The Wine Song – 2:42 (Jesse Colin Young) – Tratto dall'album: Earth Music (1967)
3. C. C. Rider – 2:37 (Mississippi John Hurt) – Tratto dall'album: The Youngbloods (1967)
4. Fool Me – 2:57 (Lowell Levinger) – Tratto dall'album: Earth Music (1967)
5. Tears Are Falling – 2:25 (Jesse Colin Young) – Tratto dall'album: The Youngbloods (1967)

Lato B
1. Grizzly Bear – 2:20 (Jerry Corbitt) – Tratto dall'album: The Youngbloods (1967)
2. Beautiful – 3:42 (Jesse Colin Young) – Tratto dall'album: Elephant Mountain (1969)
3. Monkey Business – 2:49 (Chuck Berry) – Tratto dall'album: Earth Music (1967)
4. Don't Let the Rain Get You Down – 3:12 (Felix Pappalardi, Gail Collins, Jerry Corbitt) – Tratto dall'album: Elephant Mountain (1969)
5. All Over the World (La-La) – 3:14 (Jerry Corbitt) – Tratto dall'album: The Youngbloods (1967)

Lato C
1. Sunlight – 3:07 (Jesse Colin Young) – Tratto dall'album: Elephant Mountain (1969)
2. Quicksand – 2:40 (Jesse Colin Young) – Tratto dall'album: Elephant Mountain (1969)
3. The Other Side of This Life – 2:28 (Fred Neil) – Tratto dall'album: The Youngbloods (1967)
4. All My Dreams Blue – 3:17 (Jesse Colin Young) – Tratto dall'album: Earth Music (1967)
5. Darkness, Darkness – 3:48 (Jesse Colin Young) – Tratto dall'album: Elephant Mountain (1969)

Lato D
1. Euphoria – 2:15 (George Remailly) – Tratto dall'album: Earth Music (1967)
2. Don't Play Games – 2:12 (Jerry Corbitt) – Tratto dall'album: Earth Music (1967)
3. Sugar Babe – 2:08 (Jesse Colin Young, Jackie Lomax) – Tratto dall'album: Earth Music (1967)
4. Smug – 2:13 (Jesse Colin Young) – Tratto dall'album: Elephant Mountain (1969)
5. Ride the Wind – 5:44 (Jesse Colin Young) – Tratto dall'album: Elephant Mountain (1969)

## Musicisti
Get Together / C. C. Rider / Tears Are Falling / Grizzly Bear / All Over the World (La-La) / The Other Side of This Life
- Jesse Colin Young - basso, voce solista, chitarra ritmica
- Lowell Banana Levinger - chitarra solista, pianoforte elettrico, chitarra pedal steel
- Jerry Corbitt - chitarra ritmica, armonica, accompagnamento vocale, cori
- Joe Bauer - batteria, percussioni
- Felix Pappalardi - produttore
- Bob Cullen - supervisore alle registrazioni

The Wine Song / Fool Me / Monkey Business / All My Dreams Blue / Euphoria / Don't Play Games / Sugar Babe
- Jesse Colin Young - basso
- Jesse Colin Young - voce solista (eccetto brano: Monkey Business)
- Banana (Lowell Levinger) - pianoforte, chitarra
- Banana (Lowell Levinger) - chitarra pedal steel (brano: Sugar Babe)
- Banana (Lowell Levinger) - cymbal (brano: Euphoria)
- Banana (Lowell Levinger) - voce (eccetto brani: Euphoria, Sugar Babe e Don't Play Games)
- Jerry Corbitt - chitarra, armonica
- Jerry Corbitt - chitarra solista (solo nel brano: Fool Me)
- Jerry Corbitt - voce (eccetto brani: Monkey Business e Fool Me)
- Joe Bauer - batteria

+ (Note aggiuntive)
- The Youngbloods - produttori (brani: Monkey Business / All My Dreams Blue / Euphoria / Sugar Babe)
- Felix Pappalardi - produttore (brani: The Wine Song / Fool Me / Euphoria e Don't Play Games)
- Bob Cullen - supervisore alla produzione
- Felix Pappalardi - arrangiamento strumenti ad arco (brano: Don't Play Games)

Beautiful /  Don't Let the Rain Get You Down / Sunlight / Quicksand / Darkness, Darkness / Smug / Ride the Wind
- Jesse Colin Young - voce, basso, chitarra acustica
- Banana (Lowell Levinger) - chitarra, tastiere (pianoforte elettrico), clavicembalo, accompagnamento vocale
- Joe Bauer - batteria

+ (Musicisti aggiunti)
- David Lindley - fiddle
- Joe Clayton - tromba
- Plas Johnson - sassofono tenore
- Victor Feldman - vibrafono

+ (Note aggiuntive)
- Charles E. Daniels (Charlie Daniels) - produttore (brani: Beautiful / Don't Let the Rain Get You Down / Sunlight / Darkness, Darkness / Ride the Wind)
- The Youngbloods e Bob Cullen - produttori (brani: Quicksand e Smug)